# 荔枝角焚化爐
荔枝角焚化爐（英語：Lai Chi Kok Incineration Plant）為香港一座已拆卸的垃圾焚化爐，亦曾為全球規模最大的焚化爐，於1969-73年間分期投產，至1990年12月13日正式關閉，1992年尾拆卸。

## 簡介
荔枝角焚化爐位於寶輪街一幅臨海用地，鄰近舊九巴車廠及美孚新邨。當中，A廠耗資2,200萬港元興建，設有四台用作焚燒垃圾的鍋爐，每日垃圾處理量為1,000公噸；另附設日均生產量為40公噸的堆肥生產線。設計時港府更招標，計劃利用其電力把海水化淡，但最終擱置。
此外，後期加建的B廠煙囪高約122米，為前啟德機場航道限制區下，五座獲准豁免於91米高限的建築物之一。

## 歷史
因應醉酒灣堆填區關閉，政府於1963年決定在港、九兩地各興建一座焚化爐取代。當中，此爐首期工程（下稱「A廠」）設有4個機組，而產生的熱能用作泵水及製造堆肥。
按照原來計劃，荔枝角焚化爐A廠將於1966年啟用。但是，此爐最後延至同年11月才施工，並於1969年2月正式投產，成為當時世界規模最大的垃圾焚化建築。同月28日，A廠舉行揭幕典禮，由行政局議員羅理基爵士主持。
在A廠啟用不久後，政府再於1971年在鄰近土地加建另一座機組，以增加垃圾處理量，是為「B廠」，並於兩年後竣工。
由於全港各焚化爐對周邊社區滋擾嚴重，政府衛生福利科於1986年宣佈將恢復堆填為主的垃圾處理方案，並於1992年或以前關閉所有焚化爐。至1989年，B廠率先停運，而A廠最終亦在1990年12月13日正式關閉，1992年尾一併動工拆卸。

## 現況及未來發展
根據前市政局計劃，荔枝角焚化爐原址將重建為一座室內體育館，但有關計劃一直要到2017年才進入技術可行性研究。翌年，政府正式向區議會徵集對體育館項目的意見，並將原來的計劃擴展，改為重建一座包含體育館、曲棍球場及公眾停車場的多用途大樓。目前，原址暫用作露天停車場及九龍巴士荔枝角衞星車廠。

## 註解
1. ↑  而在西九龍填海計劃完成後，焚化爐原址已被陸地包圍，不再臨海。
2. ↑  現址為私人住宅曼克頓山及九巴總部。
3. ↑  即此爐及堅尼地城焚化爐。